# Gran Premio del Penya Rhin
Il Gran Premio del Penya Rhin è stata una corsa automobilistica disputata dal 1921 al 1954 in Spagna nei dintorni di Barcellona. Le gare non furono organizzate tutti gli anni, e si sono corse sui circuiti di Circuito del Montjuïc, di Pedralbes e di Villafranca.

## Albo d'oro
| Anno | Pilota              | Vettura           | Circuito               | Resoconto |
| ---- | ------------------- | ----------------- | ---------------------- | --------- |
| 1954 | François Picard     | Ferrari           | Pedralbes              |           |
| 1950 | Alberto Ascari      | Ferrari           | Pedralbes              | Resoconto |
| 1948 | Luigi Villoresi     | Maserati          | Pedralbes              |           |
| 1946 | Giorgio Pelassa     | Maserati          | Pedralbes              |           |
| 1936 | Tazio Nuvolari      | Alfa Romeo 12C    | Circuito del Montjuich |           |
| 1935 | Luigi Fagioli       | Mercedes-Benz     | Montjuïc               |           |
| 1934 | Achille Varzi       | Alfa Romeo Tipo B | Montjuïc               |           |
| 1933 | Juan Zanelli        | Alfa Romeo Monza  | Montjuïc               |           |
| 1923 | Albert Divo         | Talbot            | Villafranca            |           |
| 1922 | Kenelm Lee Guinness | Talbot            | Villafranca            |           |
| 1921 | Pierre De Vizcaya   | Bugatti           | Villafranca            |           |